# Saban's Masked Rider
Masked Rider là một bộ phim truyền hình năm 1995 được sản xuất bởi Saban Entertainment và Toei Company, Ltd. Đây là phiên bản Mỹ hóa của Kamen Rider Black RX dựa trên loạt phim Kamen Rider của Nhật Bản và có vai trò như một phần phụ của Mighty Morphin Power Rangers. Bộ phim được phát sóng trên hệ thống kênh của FOX - Fox Kids từ ngày 16 tháng 9 năm 1995 đến ngày 31 tháng 8 năm 1996 và sau đó được chiếu lại từ ngày 9 tháng 9 năm 1996 đến tháng 8 năm 1997.

## Nội dung
Loạt phim bắt đầu với nhân vật chính, Hoàng tử Dex, thoát khỏi Đội tuần tra bệnh dịch hạch với một nhóm nhỏ phiến quân Edenoites, trước khi rời Trái Đất, mục tiêu tiếp theo của người chú độc ác của ông, bá tước bá tước, người cai trị Edenoi bằng nắm đấm sắt sau khi thay thế ông nội của Dex, vua Lexian người cũng đã trao cho Dex sức mạnh của Masked Rider (nơi sức mạnh đến từ đó là một bí ẩn, mặc dù chúng đã được các nhà vô địch của Edenoi giữ một thời gian). Đến Trái Đất trong một miệng núi lửa khổng lồ.Việc bổ sung thêm một Stewart không được bất kỳ ai chú ý (mặc dù, theo Albee, anh và Molly được nhận nuôi) ở Leawood, thị trấn nơi bộ truyện diễn ra. Dex bảo vệ thị trấn với tư cách là Rider Rider đeo mặt nạ từ Bá tước Dreb và côn trùng độc ác của anh ta.
Edenoi được nhắc tới trong Power Rangers  là hành tinh nơi Alpha 5 được tạo ra bởi Lexian, thủ lĩnh của Edenoites.
Dex có một người bạn lông xù tên là Ferbus. Ferbus bị Molly và Albee giấu kín vì Hal bị dị ứng với lông thú. Ferbus cuối cùng được tiết lộ cho cả gia đình trong suốt quá trình của bộ truyện.
Dex được ông của ông phái đến Trái Đất để ngăn Bá tước Dreb tiếp quản nó. Cảnh mà Dex được Vua Lexian ban cho sức mạnh của mình (một cảnh khác với phiên bản truyền hình) vẫn nằm trong chuỗi tiêu đề, có thể là một trong số ít các khía cạnh còn lại của phi công ban đầu. Bộ giáp Masked Rider của Dex cuối cùng cũng được nâng cấp để đổi thành "Masked Rider Super Gold", một biến thể vàng và đen được trang bị một khẩu súng laser mạnh mẽ, Ecto-Ray và "Masked Rider Super Blue", một màu xanh - và -grey biến thể với sức mạnh của dịch chuyển tức thời hóa lỏng và một thanh kiếm mạnh mẽ, Blue Saber. Edenoites có nguồn gốc từ côn trùng, thay vì vượn. Dex không nhận thức được rằng con người không tiến hóa từ côn trùng (như anh đã khám phá trong "Pet Nappers" nơi anh đưa ra một báo cáo về cách con người tiến hóa từ côn trùng). Edenoites cũng có khả năng ngoại cảm được tập trung thông qua một viên đá quý trên trán gọi là tinh thể tâm trí, có thể ẩn giấu qua thần giao cách cảm, mặc dù trong những lúc căng thẳng có thể nhìn thấy được. Viên ngọc có khả năng tập trung năng lượng tinh thần, cũng như tạo ra hình ảnh tinh thần có thể chia sẻ với người khác. Dex rõ ràng sở hữu kiến thức cần thiết để giải độc các dòng sông của Leawood bằng cách sử dụng tia laser năng lượng mặt trời. Dex có một người bạn lông xù tên là Ferbus, một sinh vật nhỏ giống gấu / vịt theo anh ta đến Trái Đất. Ferbus bị Molly và Albee giấu kín vì Hal bị dị ứng với lông thú. Ferbus cuối cùng được tiết lộ cho cả gia đình trong suốt quá trình của bộ truyện.

## Nhân vật
- Prince Dex Stewart/Masked Rider  - Một Edenoite là nhân vật chính. Ông là cháu trai của Vua Lexian. Dex bắt nguồn từ hành tinh sụp đổ của Edenoi. Trong hoàng tộc của Edenoi, sức mạnh của Rider đeo mặt nạ được truyền từ thế hệ này sang thế hệ khác. Với tư cách là Người đeo mặt nạ hiện tại, Dex được gửi đến Trái Đất với tư cách là "Dex Stewart" để ngăn chặn người chú độc ác của mình, Bá tước Dll làm nô lệ cho Trái Đất. Anh được Stewarts nhận nuôi và cố gắng tương tác với "văn hóa" Mỹ-Mỹ. Dex có nhiều khả năng mà Earthlings không sở hữu. Anh ta có thể vật chất hóa một viên pha lê trên trán để truyền suy nghĩ của mình cho người khác, sử dụng nó để quét và chụp x-quang và cảm nhận nguy hiểm gần đó. Dex có sức mạnh siêu phàm, siêu tốc độ, tạo sóng ánh sáng và khả năng telekinetic. Trong khi cố gắng hòa nhập, anh ta tỏ ra khác thường với mọi người. Để biến thành Masked Rider, anh ta hét lên cụm từ "Ectophase Activate!"
- Count Dregon - Một Edenoite là nhân vật phản diện chính. Anh ta là chú của Dex, con trai út của Vua Lexian, và em trai của một trong những cha mẹ của Dex. Vì có vị trí trong dòng dõi hoàng tộc, Bá tước Dreb không thể thừa hưởng sức mạnh của Masked Rider. Ông bị trục xuất khỏi Edenoi vì hành động xấu xa của mình. Bá tước Dreb được xác định là có sức mạnh ngay cả khi phải trả giá bằng việc hủy hoại gia đình của chính mình và Edenoi. Bá tước Dreb đã lợi dụng cách hòa bình của Edenoi và bắt làm nô lệ cho mọi người. Anh ta đeo mặt nạ vàng để che giấu những vết sẹo mà anh ta duy trì trong cuộc đấu tay đôi với Vua Lexian. Trong tập phim Mighty Morphin Power Rangers gồm ba phần "Một người bạn cần giúp đỡ", người ta nói rằng Bá tước Dreb là một đối thủ cũ của Lord Zedd.

| Masked Rider                   | Dex Stewart |
| Masked Rider Warrior Leader    |             |
| Unnamed Masked Rider Warrior 1 |             |
| Masked Rider Warrior Commander |             |
| Unnamed Masked Rider Warrior 2 |             |
| Masked Rider V3                |             |
| Riderman                       |             |
| Masked Rider X                 |             |
| Masked Rider Amazon            |             |
| Strongman                      |             |
| Masked Rider ZX                |             |
| Roborider                      | Donais      |

### Đồng minh
- Ferbus
- Hal Stewart
- Barbara Stewart
- Molly Stewart
- Albee Stewart
- Mighty Morphin Power Rangers

| White Ranger  | Tommy Oliver      |
| Red Ranger    | Rocky DeSantos    |
| Black Ranger  | Adam Park         |
| Blue Ranger   | Billy Cranston    |
| Yellow Ranger | Aisha Campbell    |
| Pink Ranger   | Kimberly Ann Hart |

#### Hỗ trợ
- King Lexian
- Magno
- Combat Chopper
- Patsy Carbunkle
- Herbie
- Principal Henry Chalmers
- Moon Dude
- Donais
- Zaruis
- Ferrian

### Phản diện
- Count Dregon
- Nefaria
- Cyclopter
- Doubleface
- Gork
- Fact
- Plague Sentry
- Maggots
- Commandoids
- Plague Patrol
- Cogwarts
- Diskey
- Insectovores

### Phiên bản gốc tương ứng
- Kamen Rider V3 = Masked Rider Warrior Commander
- Kamen Rider X = Masked Rider V3
- Riderman = Riderman
- Kamen Rider Stronger = Masked Rider X
- Kamen Rider Amazon = Masked Rider Amazon
- Kamen Rider Super-1 = Masked Rider Strongman
- Kamen Rider ZX (Z-Cross)= Masked Rider ZX

## Tập phim
1. Escape from Edenoi: Part 1
2. Escape from Edenoi: Part 2
3. License to Thrill
4. Pet Nappers
5. Bugs on the Loose
6. Arcade Ace
7. Super Gold: Part 1
8. Super Gold: Part 2
9. The Grandma Factor
10. Something's Trashy
11. Water Water Everywhere
12. Ferbus' First Christmas
13. Stranger from the North
14. Dance Crazy
15. The Green-Eyed Monster
16. The Heat Is On
17. Know your Neighbour
18. The Dash
19. Battle of the Bands
20. Ferbus Maximus
21. Unmasked Rider
22. Ferbus' Day Out
23. Jobless
24. Back to Nature
25. Testing 1, 2, 3
26. Showdown at Leawood High
27. Power Out
28. Saturday Morning Invasion
29. Passenger Ferbus
30. Mixed Doubles
31. Million Dollar Ferbus
32. Ectophase Albee
33. Race Against Time
34. Cat-Atomic
35. Indigestion
36. Dex at Bat
37. The Invasion of Leawood
38. The Eye of Edenoi
39. Exit Nefaria, Enter Barbaria
40. Detention

## Sản xuất
Bộ phim này là sản phẩm hợp tác của Toei Company và Bugboy Productions. Mặc dù là phiên bản chuyển thể từ sê-ri Nhật Bản, sê-ri cũng là một phần phụ của Power Rangers Franchise, và sê-ri có tông màu nhẹ hơn nhiều so với phiên bản gốc. Bộ này cũng đánh dấu lần đầu tiên ra mắt tại Mỹ của hai cựu chiến binh nhân viên Toei, Kenyūkai no (diễn viên phù hợp với Masked Rider) và giám đốc đơn vị Michi Yamato.
Chương trình được ra mắt với tập Power Rangers gồm 3 phần, "A Friend in Need", với phần 1 phát sóng vào ngày 2 tháng 9 năm 1995 và hai phần còn lại phát sóng vào ngày 9 tháng 9. Tuy nhiên, bản thân Rangers không bao giờ được nhắc đến trong loạt phim truyền hình Masked Rider, vì Saban đã định dạng lại loạt phim để cắt đứt liên kết với Power Rangers. Tuy nhiên, The Rangers đã xuất hiện trong vai trò khách mời trong bộ phim chuyển thể từ truyện tranh ngắn của Masked Rider từ Marvel Comics, cũng như các clip từ "A Friend in Need" độc quyền cho VHS phát hành tập "Super Gold".
Giống như Power Rangers và VR Troopers, các cảnh chiến đấu và phản diện của Masked Rider, với một vài đoạn trích, được lấy từ các cảnh quay của Nhật Bản - chủ yếu là Kamen Rider Black RX, nhưng cũng có hai phim Kamen Rider của Nhật Bản, Kamen Rider ZO và Kamen Rider J. Robo Rider (tập "Siêu vàng") và hình thức đầu tiên của Hydrasect ("Người lạ từ phương Bắc") là hai tác phẩm duy nhất của Bá tước Dreb xuất hiện trong các cảnh quay của Mỹ trong suốt chương trình.
Vào ngày 7 tháng 5 năm 2010, bản quyền của Masked Rider đã được chuyển từ BVS Entertainment và ABC Children Entertainment sang Saban Capital Group.

## Đón nhận
Shinichi Moriyasu, cựu chủ tịch của Bandai tuyên bố rằng bộ truyện này là một thương mại thất bại ở Hoa Kỳ, và nói rằng doanh số bán đồ chơi thấp.
Giống như Power Rangers, Masked Rider  do Saban phát triển để thích ứng loạt Tokusatsu với thị trường Mỹ và bằng cách mở rộng, thị trường phương Tây. Chỉ những cảnh hành động từ Kamen Rider Black RX, bộ phim gốc, được bảo tồn cũng như những cảnh trong bộ phim Kamen Rider ZO trong tập đầu tiên (chúng ta có thể thấy thoáng qua ZO trong cuộc chiến chống lại Dras). Kịch bản và các nhân vật hoàn toàn nguyên bản để đảm bảo sự tiếp nhận tốt hơn và nhận dạng công chúng tốt hơn. Ted Jan Roberts, phiên dịch viên của Dex, Masked Rider trong trang phục dân sự, là một nhà vô địch karate thiếu niên ở Hoa Kỳ. Giống như Tướng Zedd hay Alpha 5 của Power Rangers: Mighty Morphin, Ferbus là một nhân vật gốc được tạo ra để chuyển thể Mỹ. Thiết kế của nó gần với Furby sang trọng, được phát hành vào năm 1998. Không giống như Power Rangers, bản chuyển thể này đã được Ishimori Pro cau mày.

## Phát hành
- Latin America: Fox Kids
- Paraguay: Channel 10 (ABC TV), Paravisión
- Philippines:ABC 5
- Italy: Italia 1
- Pháp: TF1
- Greece:Star Channel
- Indonesia: Indosiar

## Diễn viên
- Ted Jan Roberts trong vai Dex / Masked Rider
- Rheannon trong vai: Molly
- Ken Merckx trong vai Le Comte Dregon
- Ashton McArn trong vai: Albee
- Jennifer Tung trong vai: Nefaria
- Paul Pistore trong vai: Ferbus
- Candace Kita trong vai: Barbara Stewart
- David Stenstrom trong vai: Hal Stewart
- Libby Letlow trong vai: Patsy
- Mathew Bates trong vai: Herbie